# Youth of the Nation
Youth of the Nation – drugi singiel z płyty Satellite zespołu P.O.D. Został wydany w grudniu 2001.
Utwór „Youth of the Nation” został zainspirowany przez strzelaniny w Santana High School oraz Columbine High School. Utwór znalazł się na 1. miejscu notowania U.S. Billboard Hot Modern Rock Tracks na przełomie lat 2002–2003.
Do utworu został nakręcony teledysk, który wyreżyserował Paul Fedor.

## Tło
Gdy 5 marca 2001 muzycy wracali ze studia nagraniowego, w którym pracowali nad płytą Satellite, zatrzymali się w korkach spowodowanych strzelaniną w Santana High School, której sprawca zabił 2 osoby i ranił 13 innych.
Tekst „Youth of the Nation” zawiera trzy biografie młodych Amerykanów, które kończą się tragicznie. Pierwszy z nich jedzie na desce do szkoły, nie wiedząc o tym, że zostanie tam zastrzelony. Autor utworu zastanawia się, czy chłopak był w życiu kochany. Druga, 12-letnia Suzie, została porzucona przez ojca i pogubiła się w życiu. Trzeci, Johnny, nie może dogadać się z rówieśnikami i popełnia samobójstwo.

## Lista utworów
1. "Youth Of The Nation" (Album version) – 4:18
2. "Alive" (Semi-acoustic version) – 3:27
3. "Sabbath" – 4:33

### Certyfikaty
| Państwo   | Certyfikat | Data | Sprzedaż |
| --------- | ---------- | ---- | -------- |
| Australia | Platyna    | 2002 | 70 000 + |